# 1915 Quetzálcoatl
1915 Quetzálcoatl este un asteroid din grupul Amor, descoperit pe 9 martie 1953 de Albert Wilson.